# Hroza
Pour les articles homonymes, voir Groza.
Hroza (en ukrainien : Гроза) est une commune rurale du raïon de Koupiansk, dans l'oblast de Kharkiv, au nord-est de l'Ukraine, à environ 79 km du centre de la ville de Kharkiv. Il appartient à Chevtchenkove, l'une des hromadas d'Ukraine.

## Histoire

### Invasion de l'Ukraine par la Russie en 2022
En octobre 2023, au cours de l'invasion russe de l'Ukraine, 59 personnes sont tuées lors d'une frappe russe pendant un service commémoratif dans un café du village. Parmi les victimes se trouve un enfant de 6 ans.
- Destructions dans Hroza après une frappe de missile russe, le 5 octobre 2023.

## Données démographiques
Langue autochtone au recensement ukrainien de 2001 : 
- Ukrainien – 93,2%
- Russe – 4,4%
- Autres – 2,4%